# Pont Monseigneur-Ross
Le pont Monseigneur-Ross est un pont routier situé en Gaspésie–Îles-de-la-Madeleine qui relie les deux rives de la rivière York dans la municipalité de Gaspé.

## Description
Le pont est emprunté par la route 132. Il comporte quatre voies de circulation soit deux voies dans chaque direction. Environ 15 200 véhicules empruntent le pont quotidiennement.